# رنتسو لوچیدی
رنتسو لوچیدی (ایتالیایی: Renzo Lucidi؛ ‏ تلفظ ایتالیایی: [ˈrɛntso]) تدوین‌گر اهل ایتالیا است که بین سال‌های ۱۹۴۰ تا ۱۹۹۲ بر روی بیش از شصت فیلم کار کرد. 
او چندین بار با اورسن ولز همکاری کرده و فیلم آقای آرکادین را تدوین کرده است. از دیگر فیلم‌هایی که رنتسو لوچیدی تدوین کرده، می‌توان دو قلب، یک نیایشگاه، مردی به نام اسلج، روسینی، هارلم، آره که میشه رفیق و مارکو ویسکونتی را نام برد.